# Antonio Francesco Giuseppe Provana
Antonio Francesco Giuseppe Provana (Niça 1662 - 1720) fou un jesuïta, missioner a la Xina durant el regnat de l'emperador Kangxi de la dinastia Qing. Va tenir un especial protagonisme en tot el procés relacionat amb la controvèrsia dels ritus i els corresponents enfrontaments entre l'emperador i les directrius papals.

## Biografia
Antonio Francesco Giovanni Provana, també mencionat com Joseph-Antoine Provana, va néixer el 23 d'octubre de 1662 a Niça (Ducat de Savoia). Fill d'Orazio Provana de Castel Reinero, primer President del Senat de Savoia i de Margherita Borriglione d'Aspremont.
Va estudiar al col·legi dels jesuïtes de Niça i va ingressar a la Companyia de Jesús el 15 de febrer de 1678. Va ser ordenat sacerdot el 1691 a Lió.
Va morir el 15 de març de 1720 en el viatge de tornada a la Xina.

### Viatge a la Xina i acció evangelitzadora
El 1693 va embarcar-se a Lisboa per anar a Macau, on va arribar el 4 d'octubre de 1695. A la Xina va ser enviat com a missioner a Jiangzhou, província de Shanxi. Va viatjar per les províncies de Henan i Shanxi, fundant esglésies i confraries dels laics. Els informes dels superiors als arxius romans de la Companyia de Jesús subratllen els seus dons com a infatigable evangelitzador, però també el seu caràcter independent i temerari.

### L'emperador Kangxi i la Controvèrsia dels ritus
A finals d'agost de 1705 Provana va anar a Pequín per donar la benvinguda a Charles Thomas Maillard de Tournon, legat del Papa Climent XI que va arribar a exercir el control sobre les missions i informar el govern xinès de la prohibició papal contra els "ritus xinesos" (decret de 1704), que en canvi els jesuïtes, especialment els francesos i l'emperador Kangxi defensaven.
El 1706, en ple moment de la controvèrsia dels ritus, la legació papal va ser un desastre diplomàtic i Kangxi que era favorable a l'actuació i criteris dels jesuïtes francesos ja establerts i amb una bona relació amb la Cort,va ordenar als portuguesos que posessin Tournon sota arrest domiciliari a Macau a la tornada. Convençut que havia traït les directives papals, l'emperador va decidir amb la seva detenció desacreditar-lo, va donar ordres als jesuïtes de proporcionar nova informació al papa i va nomenar dos missioners jesuïtes, Antonio de Barros i Antoine de Beauvollier, com a enviats especials a Roma. La seva missió va acabar tràgicament quan el seu vaixell va enfonsar-se davant de la costa portuguesa i l'emperador va nomenar com a nous representants a Roma els pares, François Noël José Ramón Arxo i Provana
Provana, Noël i el convers xinès Louis Fan (nom xinès: Fan Shouyi 樊 守 薏) es van embarcar el 3 de juliol i van arribar a Lisboa el 7 de setembre de 1708. El rei Joan V de Portugal els va rebre i va decidir enviar un ambaixador extraordinari a Roma per resoldre la qüestió. Provana i Fan van arribar a Roma el 20 de febrer de 1709. Climent XI va llegir els documents traduïts al llatí i va convocar la primera de moltes congregacions del Sant Ofici sobre la qüestió. Mentrestant, una campanya de desprestigi contra Provana va insinuar que no tenia credencials diplomàtiques per defensar l'honor de la Companyian ni els ritus xinesos. El juliol de 1709 va presentar cinc documents al papa, afirmant les prerrogatives de l'emperador i la legitimitat dels mètodes jesuïtes.
Provana va romandre a Roma fins a finals de 1711, quan se li va permetre visitar la seva família però amb l'esperança de tornar a la Xina. El pontífex i Propaganda Fide es van alarmar després de la seva marxa, per por del seu retorn sobtat a Pequín i, a través del General de la Companyia de Jesús van obligar el jesuïta i el seu company Fan a romandre als col·legis jesuïtes de Milà i Torí fins al 1717. Les negociacions entre Portugal i la Santa Seu sobre el mecenatge de les missions xineses van continuar, però això no va impedir que Climent XI promulgués el març de 1715 la constitució que condemnava els ritus xinesos.
El 1719, Provana i Fan van poder embarcar cap a la Xina amb obsequis per l'emperador, però el viatge va ser conflictiu amb una parada de tres mesos a l'illa Santa Catarina (Brasil), i al cap de Bona Esperança, i Provana va morir durant el viatge.